# Université Paris-Saclay
Université Paris-Saclay (UPS) je javno istraživačko sveučilište sa sjedištem u Parizu, Francuska.

## Povijest
Paris-Saclay postigao je poseban ugled u matematici. Od 2021. godine 12 sveučilišnih medaljara povezano je sa sveučilištem i povezanim istraživačkim institutima.
Sveučilište Paris-Saclay bilo je na 14. mjestu u svijetu na ljestvici Akademske ljestvice svjetskih sveučilišta (ARWU) 2020. Na ljestvici predmeta zauzeo je 1. mjesto u svijetu za matematiku i 9. mjesto u svijetu za fiziku (1. u Europi), kao i 25 najboljih mjesta za medicinu i poljoprivredu.
Od listopada 2023. sveučilište je partner IPSA-e za dvostruke diplome u zrakoplovstvu.

## Vanjske poveznice
- Université Paris-Saclay